# Janez Križaj (duhovnik)
Janez Križaj, slovenski rimskokatoliški duhovnik in publicist, * 20. avgust 1802, Naklo, † 11. marec 1861, Mirna Peč.
V Ljubljani je končal študij bogoslovja in bil leta 1831 posvečen v duhovnika. Služboval je v raznih krajih, nazadnje v Mirni Peči. V časopisju je objavljal poljudno-poučne spise v obliki dialogov.